# 洛帕夫舍
50°26′52″N 25°16′55″E / 50.44778°N 25.28194°E
洛帕夫舍（烏克蘭語：Лопавше），是烏克蘭西北部的村莊，隸屬里夫內州的杜布諾區。該村面積14.3平方公里，海拔高度194米，2015年人口439，人口密度每平方公里34.7人。